# The Last Full Measure
The Last Full Measure je třetí studiové album švédské heavymetalové hudební skupiny Civil War. Vyšlo 4. listopadu 2016 u Napalm Records. Jedná se o druhou desku kapely vydanou u tohoto vydavatelství.

## O albu
Třetí studiová deska Civil War, která vyšla 4. listopadu 2016, pojednává o americké občanské válce. Název alba je převzat z knihy The Last Full Measure od spisovatele Jeffa Shaaraho. Kapela k albu vydala 30. září první singl, úvodní píseň „Road to Victory“. Album vyšlo také v digipak edici a jako 2 LP.
Na začátku listopadu 2016 vyšel videoklip k písni „Tombstone“, která byla zároveň představena jako druhý singl.

## Seznam skladeb
Hudbu složil(i) Civil War. 
| Pořadí | Název                            | Délka |
| ------ | -------------------------------- | ----- |
| 1.     | Road to Victory                  | 4:44  |
| 2.     | Deliverance                      | 5:26  |
| 3.     | Savannah                         | 4:10  |
| 4.     | Tombstone                        | 3:15  |
| 5.     | America                          | 5:26  |
| 6.     | A Tale That Never Should Be Told | 6:06  |
| 7.     | Gangs of New York                | 4:07  |
| 8.     | Gladiator                        | 3:22  |
| 9.     | People of the Abyss              | 4:07  |
| 10.    | The Last Full Measure            | 6:27  |

| Bonus          | Bonus                   | Bonus |
| Pořadí         | Název                   | Délka |
| -------------- | ----------------------- | ----- |
| 11.            | Strike Hard Strike Sure | 3:57  |
| 12.            | Aftermath               | 5:02  |
| Celková délka: | Celková délka:          | 56:09 |

## Obsazení
- Nils Patrik Johansson – zpěv
- Rikard Sundén – kytara
- Petrus Granar – kytara
- Daniel Mÿhr – klávesy
- Daniel Mullback – bicí